# Rozenburg
Rozenburg es una isla en el oeste de los Países Bajos, que administrativamente está incluida en la provincia de Holanda Meridional. Rozenburg se formó hace siglos a partir de varios bancos de arena en la desembocadura del río Maas. En 1568 inició la construcción de la primera serie de diques y en 1586 la tierra conocida como Roosenburgh fue arrendada a Dirk Ariensz. Bisdommer y su Hijo, fueron los primeros habitantes permanentes de Rozenburg.

## Referencias

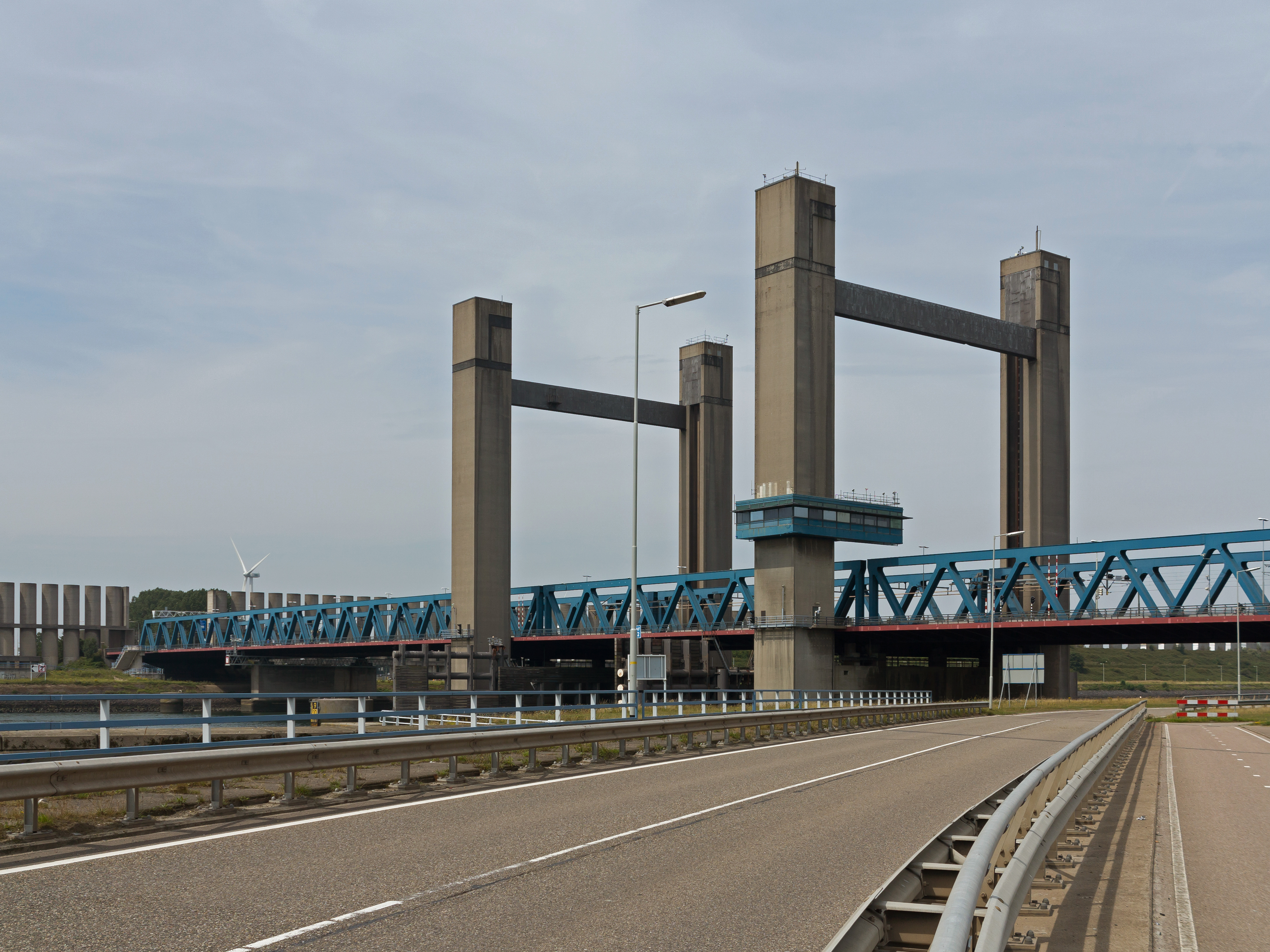
El puente Calandbrug cerca Rozenburg